# Fäbodtjärnarna, Lappland
Fäbodtjärnarna är en sjö i Vilhelmina kommun i Lappland och ingår i Ångermanälvens huvudavrinningsområde. Sjön har en area på 0,056 kvadratkilometer och ligger 390 meter över havet.

## Delavrinningsområde
Fäbodtjärnarna ingår i det delavrinningsområde (716014-154055) som SMHI kallar för Mynnar i Alblosselbäcken. Medelhöjden är 385 meter över havet och ytan är 12,73 kvadratkilometer. Det finns inga avrinningsområden uppströms utan avrinningsområdet är högsta punkten. Vattendraget som avvattnar avrinningsområdet har biflödesordning 3, vilket innebär att vattnet flödar genom totalt 3 vattendrag innan det når havet efter 255 kilometer. Avrinningsområdet består mestadels av skog (78 procent). Avrinningsområdet har 0,1 kvadratkilometer vattenytor vilket ger det en sjöprocent på 0,8 procent.